# 科学と模型
『科学と模型』（かがくともけい）は、1930年創刊から1953年ごろにかけて朝日屋から発刊されていた、科学や模型工作を扱った青少年向けの雑誌。

## 概要
この分野の先駆的な雑誌で、国内はもとより台湾など当時日本の主権が及ぶ地域でも購読されていた。
執筆者はいずれも当時の産業界で活躍する技術者で、朝日屋が大阪にある関係から関西在住者が多かった。ライブスチームやモーターなど工学的知識を要する機構は、模型といえど理論に基づいた解説記事が掲載されていた。
特徴はカメラや映写機など、購入するには高嶺の花であった精密機械の自作方法を紹介する製作記事にあり、読者にとって高度な技術を要すると思われる製作過程を記事にした執筆陣の意気込みが伝わってくる。
当初は、鉄道模型の製作記事や科学関係の記事が多かったが、1940年代になると時局を反映して現役の軍人による兵器の解説記事や戦闘機、艦船等、兵器関連の製作記事が過半を占めるようになり、かつて定番だった鉄道模型の製作記事は隅に追いやられ、統制物資になった金属の使用量が少なく、木材、竹、紙で作成できる飛行機や船舶の模型の製作記事の割合が増えた。
戦後、復刊後は低品質の紙質でページ数が減り、誌面は戦前とは一転して鉄道模型の記事が主になり、モーターボートや客船の模型制作記事が増えた。過剰なまでに鉄道模型の製作記事が掲載された事は編集者の意向もさることながら、当時、鉄道は復興の象徴として捉えられていた節がある事も一因と思われる。
製作記事には旋盤、フライス盤等の工作機械の使用を前提とした記事があり、当時の徐々に兵器生産を優先しつつある社会情勢、取り巻く環境により、模型製作という趣味の分野（現在では模型製作は趣味の分野という認識が大勢だが、当時は模型製作には工学教育的側面もあった）で一般的な読者層（少年技師）がそれらの工作機械を使用できる環境であったかどうか疑問がある。しかし、すぐには実現できなくても、創造性を育み、やがて実現する原動力になったと思われる。当時の読者層の少年達の中には後年、模型とラジオ誌や模型と工作誌、子供の科学誌、初歩のラジオ誌、鉄道模型趣味誌の執筆者になった者もいる。
また、送信機に火花送信機、受信機にコヒーラ検波器を用いた無線操縦装置（現代で言うラジコン）の製作記事が1937年当時、既に掲載されていた事も特筆に価する。無線操縦自体は1930年に日比谷公園で長山大尉が製作した無線操縦戦車長山号が公開されたり、無線操縦標的艦「攝津」が演習で使用されていたがまだ一般には広く知られておらず、青少年向け雑誌に最新技術を紹介することは時代の先端を行っていた。
戦後、復刊してしばらくして、22.5mm(1/50)のSゲージを提唱したが、普及しなかった。
真空管式のラジオも紹介されるなど内容は充実していたが、悪化する戦局により徐々に紙質が落ち、項数が減り、終戦後しばらく（1953年頃まで）は続いていたが、休刊に至る。